# Litsa
Litsa (russisk: Западная Лица, tr. Zapadnaja Litsa, dansk: ~ Vestlige Litsa) er en flod i det nordligste Rusland i området vest for Murmansk. 
Floden er et populært sted at fange laks, men er vanskelig at komme til, da den ligger på den lukkede by Zaozjorsks territorium, hvor der er en base for undervandsbåde. 
Floden har en længde på 84,5 km. Fra sit udspring løber den gennem et fladt sletteland over en strækning på 47 km, og derefter veksler floden mellem brede og rolige strækninger og strækninger med stærk strøm. Der er tre vandfald på de sidste 11 km af floden.
Under 2. verdenskrig forløb det nordligste af fronten mellem de tyske og sovjetiske tropper fra 1941 til 1944 langs med floden. Tyskerne forsøgte tre gange forgæves at krydse floden i 1941, og herefter lå fronten nogenlunde fast indtil den 6. oktober 1944, hvor den sidste store sovjetiske offensiv drev de tyske tropper tilbage til Nordnorge, hvor grænsen blev passeret den 18. oktober 1944. Skilte i området advarer fortsat om ueksploderet ammunition. 

## Eksterne referencer
- Laksefiskeri i Litsa Arkiveret 5. marts 2016 hos  Wayback Machine

69°25′37″N 32°16′50″Ø / 69.4269°N 32.2806°Ø